# Dysdera enguriensis
Dysdera enguriensis là một loài nhện trong họ Dysderidae.
Loài này thuộc chi Dysdera. Dysdera enguriensis được Christa Deeleman-Reinhold miêu tả năm 1988.